# 352 (szám)
A 352 (római számmal: CCCLII) egy természetes szám.

## A szám a matematikában
A tízes számrendszerbeli 352-es a kettes számrendszerben 101100000, a nyolcas számrendszerben 540, a tizenhatos számrendszerben 160 alakban írható fel.
A 352 páros szám, összetett szám, kanonikus alakban a 25 · 111 szorzattal, normálalakban a 3,52 · 102 szorzattal írható fel. Tizenkettő osztója van a természetes számok halmazán, ezek növekvő sorrendben: 1, 2, 4, 8, 11, 16, 22, 32, 44, 88, 176 és 352.
Előállítható két egymást követő prímszám összegeként (173 + 179 = 352), valamint három köbszám összegeként (13 + 23 + 73 = 352).
A 352 négyzete 123 904, köbe 43 614 208, négyzetgyöke 18,76166, köbgyöke 7,06070, reciproka 0,0028409. A 352 egység sugarú kör kerülete 2211,68123 egység, területe 389 255,89615 területegység; a 352 egység sugarú gömb térfogata 182 690 767,3 térfogategység.